# Juniorvärldsmästerskapen i simhopp
Juniorvärldsmästerskapen i simhopp är ett världsmästerskap för juniorer i simhopp som arrangeras av Internationella simförbundet. Mästerskapet arrangeras oftast vartannat år och arrangerades för första gången 1977.

## Åldersgrupper
Åldersgrupper (A och B):
1. Grupp A för simhoppare från 16 till 18 år.
2. Grupp B för simhoppare från 14 till 16 år.

## Upplagor
| Nr | År   | Värdstad       | Värdland       | Datum                    |
| -- | ---- | -------------- | -------------- | ------------------------ |
| 1  | 1977 |                |                |                          |
| 2  | 1979 |                |                |                          |
| 3  | 1981 |                |                |                          |
| 4  | 1983 |                |                |                          |
| 5  | 1985 | Woodlands      | USA            | 21–24 augusti            |
| 6  | 1987 | Hamar          | Norge          | 6–9 augusti              |
| 7  | 1989 | Madrid         | Spanien        | 24–27 augusti            |
| 8  | 1991 | Örebro         | Sverige        | 8–11 augusti             |
| 9  | 1993 | London         | Storbritannien | 18–22 augusti            |
| 10 | 1995 | Guangzhou      | Kina           | 8–13 augusti             |
| 11 | 1997 | Penang         | Malaysia       | 13–17 november           |
| 12 | 1999 | Pardubice      | Tjeckien       | 18–22 augusti            |
| 13 | 2000 | Calgary        | Kanada         | 16–21 augusti            |
| 14 | 2002 | Aachen         | Tyskland       | 14–18 augusti            |
| 15 | 2004 | Belém          | Brasilien      | 27–31 oktober            |
| 16 | 2006 | Kuala Lumpur   | Malaysia       | 23–27 augusti            |
| 17 | 2008 | Aachen         | Tyskland       | 16–21 september          |
| 18 | 2010 | Tucson         | USA            | 1–6 september            |
| 19 | 2012 | Adelaide       | Australien     | 8–13 oktober             |
| 20 | 2014 | Penza          | Ryssland       | 9–14 september           |
| 21 | 2016 | Kazan          | Ryssland       | 29 november – 4 december |
| 22 | 2018 | Kiev           | Ukraina        | 23–29 juli               |
| 23 | 2021 | Kiev           | Ukraina        | 2–9 december             |
| 24 | 2022 | Montréal       | Kanada         | 25 november – 4 december |
| 25 | 2024 | Rio de Janeiro | Brasilien      | 24 november – 1 december |